# سيباستيان رولي
سيباستيان رولي "Sebastián Rulli" ممثل أرجنتيني ولد في 6 يوليو/جويلية من عام 1975 في عاصمة الأرجنتين، بوينس آيرس.
بدأ حياته المهنيـة من خلال عروض الأزياء وبعدها إنضم لشركة Televisa وبدأ مهنته كممثل ومن مسلسلاته: "Naranja y medi", "Locas por ellos", "Verano del '98" و "Sin pecado concebido"...
و أهم المسلسلات التي شارك بها كانت: "Contra viento y marea", "Un Gancho al Corazon", «Pasión», مسلسل Rubi ومسلسله الأخير تيريزا الذي لاقى نجاحا كبيرا.
تزوج «سيباستيان رولي» من الممثلة والمذيعة الأرجنتينية "Cecilia Galeano" عام 2007 وتحديدا في آخر يوم من هذا العام.
و أصبح أب لأول مرة، يوم الجمعة بتاريخ يوم 15 يناير/كانون الثاني وقد أطلق على مولوده الأول اسم "Santiago".
و إنفصل عن زوجته في شهر إبريل من سنة 2012 .
على الصعيد المهني، بعد أن ترك «سيباستيان رولي» مسرحية "Perfume de Gardenia" هو وAracely أصبح متفرغا وبشكل تام لمسلسه الناجح "Amores Verdaderos", وإلى أن ينتهي تصويره وعرضه الأول لا توجد مشاريع جديدة تلوح في الأفق.
أما على الصعيد الشخصي، العائلي والعاطفي، فقد أمضى «سيباستيان رولي» عطلة عيد الميلاد والسنة الجديدة في أجواء مميزة برفقة طفله Santiago وحبيبته Aracely وأبنائها أيضا، هذه الأجواء كان النجم حريصا على أن ينقلها لجمهوره ويشاركهم بها لحظة لحظة من خلال عدة صورة قام بنشرها على حسابه الشخصي على موقع التواصل تويتر.

## المسرح
- بعد النجاح الساحق لمسرحية "Divorciémonos mi amor" أصبح «سيباستيان رولي» من بين الأكثر طلبا على المسرح كيف لا والمسرح هو عشقه كما يصفه.. أعلن عن انضمامه إلى المسرحية الاستعراضية "Perfume de Gardenia" بموسمها الجديد، حيث سيلعب دور البطولة بجانب بطلة المسرحية الممثلة والمغنية المكسيكية Aracely Arámbula, وكما أصبح معروفا المسرحية بموسمها الجديد انطلقت بأولى عروضها السبت 21-01-2012. وقد حضر المؤتمر مجموعة من أبرز أبطال المسرحية على رأسهم «سيباستيان رولي» الذي أعرب عن سعادته بالانضمام إلى هذه المسرحية إلى جانب كاست مميز على حد تعبيره، وما يزيد من حماسه هو معرفته أن أن المسرحية ستطوف أغلب أرجاء المكسيك، لتكون هناك لاحقا جولة خارج المكسيك.
- «سيباستيان رولي» اعتبر أن المسرح هو تجربة رائعة وسعيد جدا بتكرارها، ولكن مع ذلك لم يستبعد عودة قريبة إلى التلفزيون بعد نجاح مسلسل «تيريزا Teresa». ويبدو ان المسرحية لاقت اعجاب الجمهور المكسيكي ومن أول عرض حيت عبر الوسيم عن رضاه التام لعدد الحضور الكثيف وقال الممتل الأرجنتيني:«استجابة الجمهور كانت رائعة، في أول عرضين قمنا بهما، أكثر من ذلك ماذا يمكن أن أطلب والبروفة الأولى كانت متل التانية، وأعتقد أنها جيدة جدا».

## التلفزيون
- بعد ان احتل «تيريزا Teresa» المراتب الأولى في الكثير من البلدان التي عرض فيها لم يوفر منتجي شركة Televisa جهودا لقبول الوسيم بمسلسلات أخرى من إنتاج الشركة، حيت انه وبعد «تيريزا Teresa» قرر «سيباستيان رولي» الاتجاه للمسرح متخلياً بشكل مؤقت عن التلفزيون. وكانت العروض تتهافت عليه طيلة تلك الفترة، وقد صرح «سيباستيان رولي» حينها انه يبحت عن النص الجيد اولا ولاتهمه البطولات فقد تم ترشيحه لعدة مسلسلات نذكر منها:
- مسلسل بقصة اصلية للمنتجة Mapat يحمل عنوان "La mujer del Vendaval" وأيضا مسلسل اخر بقصة اصلية للمنتجة Carla Estrada بعنوان "A la luz del Ángel" ليشارك اخير بمسلسل "Amores Verdaderos", بدور البطل الثاني. يذكر ان المسلسل "Amores Verdaderos", من إنتاج المنتج Nicandro Díaz . هذا العام عرف مسلسل «تيريزا Teresa» نجاحا بمذاق مختلف، حيث كان هذه المرة بنكهة عربية فقد وصل في 25/8/2012 إلى العالم العربي بعد أن حقق نجاحات كبيرة حول العالم. وبلا شك أن شعبية «سيباستيان رولي» تضاعفت عربيا بعد بداية عرض المسلسل، وهذا بفضل أدائه الرائع.
- منذ الأسابيع الأولى من عرضه الأول في المكسيك، استطاع أن يحقق مسلسل "Amores Verdaderos" نجاحا لافتا فتصدر التقييمات على مدى أسابيع طويلة وحتى الآن ليكلل هذا النجاح المحلي خارجا في كل دولة بات يعرض فيها المسلسل وهنا لا بد من الحديث عن النجاح الذي حققه في الولايات المتحدة الأمريكية، حيث نجح في جذب أكثر من 5.5 مليون مشاهد في بداية عرضه الأول في الولايات المتحدة، وليس هذا فقط، فقد استطاع المسلسل أن يحصد المركز الخامس ويهزم مسلسلات شهيرة مثل: Criminal Minds و Supernatural و CSI . فقد كان البرنامج الأكثر مشاهدة من طرف البالغين الذين تترواح أعمارهم بين 18-34 سنة. واليوم يعرض المسلسل في العديد من البلدان، منها: فنزويلا، الأرجنتين، إسبانيا، تشيلي وغيرها.

## التكريمات والجوائز
- في بداية العام كان «سيباستيان رولي» على موعد مع جائزة "Premios ACE" التي حصل عليها من الولايات المتحدة حيث تم تكريمه عن دوره في المسلسل الرائع «تيريزا Teresa» بجائزة أفضل ممثل للعام، وحينها عبر عن سعادته الشديدة بحصوله على هذه الجائزة عبر حسابه الرسمي على موقع التواصل الاجتماعي تويتر. كما تم اختيار الوسيم كواحدا من أكثر الرجال جاذبية وإثارة للعام بحسب مجلة People En Español.

## الشائعات
- طبعا بعد النجاحات المميزة التي عاشها النجم «سيباستيان رولي» العام الماضي خصوصا على المسرح بدأ عام 2012 بمجموعة كبيرة من الاشاعات التي طالت علاقته ببعض الممثلات من زميلاته في الوسط الفني لاسيما بعد طلاقه وقد أصبح محط الانظار والشائعات، التي بدأت بعلاقة مع زميلته في مسرحية "Divorciémonos mi amor" الممثلة والمغنية Mariana Seone .
- من جانبه الممثل «سيباستيان رولي» نفى الإشاعة وقال ان Mariana Seone إلى جانب انها شريكته في مسرحية "Divorciémonos mi amor" فهي صديقته ولا يجمعهما شيء غير الصداقة والزمالة وتمنى من وسائل الاعلام تفهم هذا الامر. إشاعة أخرى وصفها الممثل الأرجنتيني بالمضحكة وهي زواجه وAracely Arámbula سرا في لاس فيغاس هذه المرة لم يعلق الثنائي الجديد بشكل سريع على تلك الإشاعة ولكن منعا للمزيد من التكهنات قال «سيباستيان رولي» انه يوم سيتزوج لن يكون ذلك سرا عن أحد وطلب من الجميع احترام خصوصياته العائلية والتحري بمصداقية عن تلك الاخبار لاسيما وانه يعيش أجمل أيام حياته بجانب أفضل امرأة في الكون كما وصفها.
- كانت مجرد أيام حتى انطلاق شائعتان قويتان استفزتا الأرجنتيني الأولى انه يهمل ابنه ولايدفع نفقاته طبعا الواضح من الشائعة تشويه صورته فهو لطالما كان الاب الأفضل لأبنه الوحيد Santiago ويظهر ذلك جليا في الصور التي يضعها مع ابنه في رحلاتهما معاً خارج اوقات عمله الإشاعة الثانية تطرقت لمهنته كممثل حيت قيل انه دائم التأخر عن اوقات التصوير والبروفات وهذا مانفاه زملاؤه والذين يشهدون له بالانضباط والجدية في عمله...

## حديث الصحافة والمجلات
- بعد انفصاله عن Cecilia Galliano وطلاقه منها وما تخلله من مشاكل والشائعات التي لاحقته بخصوص حياته العاطفية وارتباطه أخيرا بـ Aracely Arámbula, أصبح «سيباستيان رولي» بلا شك حديث الصحافة التي باتت تجد فيه مدة دسمة تفرد لها مساحة واسعة. تفاصيل حياته العائلية والعاطفية أصبحت من اهتمامات الصحافة الأولى لدرجة أزعجته ولكنه كان يدرك تماما بأن هذه هي ضريبة الشهرة والنجاح، والجيد في الأمر أن الصحافة كانت تعطي الاهتمام نفسه لحياته المهنية فواكبت نجاحاته على صعيد المسرح والتلفزيون دائما.
- وبين حياته العاطفية والمهنية، كان «سيباستيان رولي» نجم أكثر من غلاف وحديث الصحافة بكافة أشكالها التلفزيونية، الإذاعية، المقروءة والإلكترونية. ومن بين المواضيع التي نالت جزءا كبيرا من اهتمام الصحافة، غير Aracely Arámbula على الوسيم لدرجة أنها منعت Mariana Seoane و Cecilia Galliano من الانضمام إلى مسرحية "Perfume de Gardenia", وقد أثار هذا الموضوع جدلا واسعا في الوسط الفني والصحافي. وبين نفي وتوضيح من جميع الأطراف المعنية، أحدثت قصة تنافس Aracely Arámbula و Mariana Seoane على الوسيم ضجة كبيرة لم تنتهِ بسهولة.

## علاقات سيباستيان العاطفية

### علاقة سيباستيان بـ Aracely
- وكما كان متوقعا بعد فترة قصيرة من انطلاقة مسرحية "Perfume de Gardenia" بموسمها الجديد مع «سيباستيان رولي», أثيرت العديد من الأقاويل والشائعات التي تناولت وجود علاقة عاطفية تجمعه ببطلة العمل الممثلة المكسيكية Aracely Arámbula, بدورها الصحافة لم تكف عن إيجاد ما يثبت ويؤكد وجود هذه العلاقة إلا أن المعنيان بالأمر كانا ينفيان وبالنفي فقط كانا يردان على ما يقال حولهما. تارة Aracely Arámbula تصرح بأن «سيباستيان رولي» زميل وصديق فقط لا أكثر وتارة يثير الوسيم الشكوك بتصريحه بأنه لن يعلق على الأمر لا بالنفي ولا بالتأكيد.
- هكذا استمر الوضع إلى إن استطاع أخيرا البابراتزي التقاط صورا للثنائي تدحض الشك وتؤكد وجود هذه العلاقة، ولذلك عند سؤال الوسيم عن هذه الصور في إحدى البرامج التلفزيونية لأول مرة لم يستطع إنكار الأمر. وفي مطلع شهر يونيو أعلن الثنائي علاقتهما لأول عبر مقابلة خاصة مع مجلة ¡HOLA! تضمنت صورا حصرية التقطت لهما عندما كانا في رحلة إلى لاس فيغاس.
- ثم أشيع لاحقا أنه زواج سري قد تم بينهما في لاس فيغاس، إلا أنه إتضح لاحقا أن هذا الزواج كان مجرد لعبة قرر القيام بها الثنائي للإستمتاع بتقاليد الزواج بهذه المدينة الساحرة. كما عادت شائعة الزواج إلى الواجهة مجددا بسبب خاتم كان الوسيم قد أهداه لـAracely Arámbula ولكنه أوضح حينها أن الخاتم لا يعني شيئا، فهو مجرد هدية لا أكثر كما أكد على أن قيمته المعنوية تفوق قيمته المادية التي تحدثت عنها الصحافة مطولا. هذا وأكد «سيباستيان رولي» في أكثر من مناسبة أنه لا ينوي الزواج في الوقت الحالي ولا يفكر بالأمر بتاتا فهو يفضل أن يعيش اللحظة دون التفكير بما قد يأتي في المستقبل القريب أو البعيد.
- وقد أطفى تعرف Aracely Arámbula على والدي «سيباستيان رولي» صفة رسمية على العلاقة. واليوم وحتى هذه اللحظة يعيشان الثنائي كعائلة واحدة بجانب أطفالهما، وتقاسما العديد من اللحظات الرائعة بين العمل والرحلات التي قاما بها إلى أكثر من مكان. ورغم أن الصحافة حاولت أن تعكر صفو هذه العلاقة إلا أن الأمر باء بالفشل.

### علاقة سيباستيان بزوجته السابقة
- رغم أن انفصالهما تخلله بعض التصريحات المتبادلة والكلام المبطن وقضايا أيضا، إلا أنه يمكن القول أن انفصاله عن زوجته السابقة ووالدة طفله،Cecilia Galliano كان حضاريا نوعا ما، فبعد أن تم الطلاق رسميا حافظ الثنائي على علاقة جيدة من أجل طفلهما، كما حافظا على وجود مسافة بينهما فلم يرغب أي منهما التصريح حول الحياة الجديدة التي بدائها كل منهما بجانب شريك جديد. من ناحيته «سيباستيان رولي» أكد مرارا وتكرارا أنه يكن كل الإحترام والتقدير لوالدة طفله وقد وصفها بالمرأة العظيمة. وهكذا لم يعد يربط الوسيم شيئا بـ Cecilia Galliano, سوى طفله Santiago.

## علاقة سيباستيان بجمهوره
- خلال هذا العام كان «سيباستيان رولي» حريصا على إجراء أكثر من Twitcam لكي يتواصل مع جمهور في كافة أنحاء العالم، وفي كل مرة كان يتقرب فيها من جمهوره أدركت الصحافة أن هذا الممثل يتمتع بتواضع بات مفقودا لدى الكثير من النجوم. فمن تعامله مع جمهوره عبر تويتر إلى حسن معاملته للجمهور الذي كان يلتقيه في عروضه المسرحية، أثبت «سيباستيان رولي» أنه نجما ليس ككل النجوم. نجم يعرف أن محبة جمهوره هي كل رصيده. وكم كان رائعا عندما خص الجمهور العربي باهتمامه أكثر من مرة خلال هذا العام، المرة الأولى عندما باقتباس ردا لصفحة معجبيه العرب على موقع التواصل الاجتماعي تويتر.
- وما قد جاء في رد صفحة الـFans العرب المقتبس من طرف «سيباستيان رولي», ليس سوى الإعلان عن وجودهم على تويتر كأول تدعم هذا النجم، فما كان من "سيباستيان Sebastian إلا أن اقتبس الرد المعني ويعلق عليه قائلا:

«Que honor!! Muchas gracias! Besos - يا له من شرف !! شكرا جزيلا! قبلاتي».
- والأمر لم يتوقف هنا بل وأيضا في Twitcam قام به «سيباستيان رولي» , جاء على ذكر صفحة معجبيه العرب, حيث أكد أن التعليق الذي تلقاه من طرفهم جعله سعيدا جدا على حد تعبيره. والمرة الثانية، عندما قامت الصفحة ذاتها بإعلامه بأنه سيبدأ العرضا لأول والكبير لمسلسله «تيريزا Teresa» في العالم العربي، فما كان من «سيباستيان رولي» سوى أن يقتبس هذا الرد أو التعليق ويرسل قبلاته للجمهورالعربي في هذا اليوم، قائلا:

«قبلاتي لكم جميعا هناك» .

## الأعمال

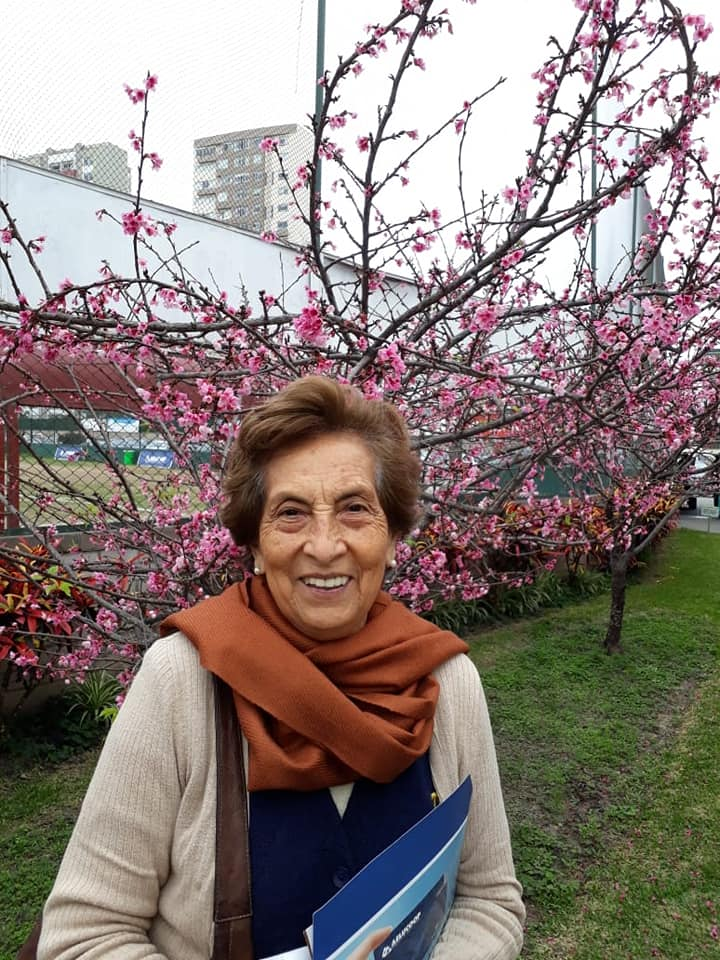
Teresa

Rubi

### المسلسلات
1. ثلاث مرات أنا (2016)
2. (2012).... Francisco Guzmán مسلسل الحب الصحيح Amores Verdaderos
3. (Arturo de la Barrera Azuela (2010 ...مسلسل تيريزا Teresa
4. Cuando me enamoro (2010).... Roberto Gamba
5. Un gancho al corazón (2008-2009).... Mauricio Sermeño
6. مسلسل الحب الأسير Pasion (2007-2008).... Santiago Márquez
7. Mundo de fieras (2006-2007).... Juan Cristóbal Martínez Guerra
8. Contra viento y marea (2005).... Sebastián Cárdenas
9. (2004).... Héctor Ferrer مسلسل روبي Rubi
10. Alegrijes y Rebujos (2003).... Rogelio Díaz Mercado
11. Clase 406 (2002-2003).... Juan Esteban San Pedro
12. Mujer, casos de la vida real 2002
13. Sin pecado concebido (2001).... Marco Vinicio Martorel Hernández
14. Primer amor, a 1000 x hora (2000-2001).... Mauricio
15. Verano del 98 (1998).... Willy
16. Naranja y media (1997).... Sebastián
17. Locas por ellos (1996).... Johnny
18. Montaña rusa, otra vuelta (1996).... Ignacio

### المسرح
1. Perfume de Gardenia 2012
2. Posdata: Tu Gato Ha Muerto 2008
3. divorciemonos mi amor.

### أعمال أخرى
1. Arrepentida (2010)... Video musical de Yuri
2. La familia P. Luche 2012

## مواضيع ذات علاقة
- رودريغو دياز
- دافيد شوكارو
- فريديريكو إيسوين
- دييغو أوليفيرا
- كارلا بيترسون
- فيكتوريا مورات
- أندريا ديل بوكا
- مسلسل تيريزا Teresa
- مسلسل الحب الأسير Pasion
- مسلسل روبي Rubi

## روابط خارجية
- سيباستيان رولي على موقع IMDb (الإنجليزية)
- سيباستيان رولي على موقع ألو سيني (الفرنسية)
- سيباستيان رولي على موقع قاعدة بيانات الفيلم (الإنجليزية)
- سيباستيان رولي على موقع imdb
- twitter@sebastianrulli
- الصفحة العربية لمحبّي سيباستيان/twitter
- الصفحة العربية  لمحبّي سيباستيان/facebook  على فيسبوك.
- سيباستيان رولي وحصاد 2012